# Латинізація

Приклад того як північнокитайську мову, як і багато інших мов, можна латинізувати різними способами; Напис — Гоюй : традиційні та спрощені китайські ієрогліфи, а також Ханью Піньінь, Гоюй ломацзі, Вейд-Джайлз та.

Латинізація, зрідка романізація — передача нелатинської писемності в латинську писемність. Передача назв забезпечується, переважно двома різними способами: транскрипцією і транслітерацією.

## Методи
Існує багато послідовних або стандартизованих систем латинізації. Їх можна класифікувати за їхніми основними характеристиками. Характеристики певної системи можуть робити її більш придатною для різних, іноді суперечливих застосувань, включаючи пошук документів, лінгвістичний аналіз, легку читабельність, точне відображення вимови.
- Мова-джерело або мова-донор – система може бути адаптована для латинізації тексту з певної мови, серії мов або для будь-якої мови в певній системі письма. Система, орієнтована на певну мову, зазвичай зберігає мовні особливості, такі як вимова, тоді як загальна може бути кращою для каталогізації міжнародних текстів.
- Цільова мова – більшість систем призначені для аудиторії, яка розмовляє або читає певною мовою. (Так звані міжнародні системи латинізації кириличного тексту базуються на центральноєвропейських алфавітах, таких як чеський та хорватський)
- Простота – оскільки базовий латинський алфавіт має меншу кількість літер, ніж багато інших систем письма, для їхнього представлення всіма латинськими символами необхідно використовувати диграфи, діакритичні знаки або спеціальні символи. Це впливає на легкість створення, цифрового зберігання та передачі, відтворення ічитання латинізованого тексту.
- Зворотність - чи можна відновити оригінал з перетвореного тексту. Деякі зворотні системи дозволяють створювати незворотну спрощену версію.

### Транслітерація
Якщо латинізація намагається транслітерувати оригінальний шрифт, провідним принципом є однозначне зіставлення символів вихідної мови з цільовим шрифтом, з меншим акцентом на те, як результат звучить, коли його вимовляють відповідно до мови читача. Наприклад, романізація японської мови за методом Ніхон-сікі дозволяє обізнаному читачеві відтворити оригінальні японські склади кана зі 100% точністю, але вимагає додаткових знань для правильної вимови.

### Транскрипція

#### Фонемічна
Більшість систем латинізації мають на меті дозволити звичайному читачеві, який не знайомий з оригінальним письмом, досить точно вимовляти мову оригіналу. Такі латинізації дотримуються принципу фонематичної транскрипції та намагаються якомога точніше передати значущі звуки (фонеми) оригіналу мовою перекладу. Популярна сисема латинізації японської мови Гепберна є прикладом транскрипційної латинізації, розробленої для англомовних.

#### Фонетична
Фонетична конвертація йде ще далі та намагається відобразити всі звуки мовою оригіналу, жертвуючи читабельністю, якщо це необхідно, використовуючи символи або умовні позначення, яких немає в цільовій писемності. На практиці така репрезентація нелатинського письма майже ніколи не намагається представити кожен можливий алофон, особливо ті, що виникають природним чином завдяки ефектам коартикуляції, а натомість обмежується найважливішими алофонічними відмінностями. Міжнародний фонетичний алфавіт є найпоширенішою системою фонетичної транскрипції.

### Компроміси
Для більшості мовних пар побудова зручної латинізації передбачає компроміс між двома протилежними підходами. Чиста транскрипція зазвичай неможлива, оскільки мова оригіналу зазвичай містить звуки та опозиції, яких немає в мові перекладу, але які необхідно показати для розуміння латинізованої форми. Крім того, через діахронічну та синхронічну варіативність жодна писемна мова не відтворює розмовну мову з ідеальною точністю, а вокальна інтерпретація письма може значно відрізнятися між мовами. Зараз ланцюг транскрипції зазвичай такий: усна іноземна мова, письмова іноземна мова, письмова рідна мова, усна (читана) рідна мова. Зменшення кількості цих процесів, тобто видалення одного або обох кроків письма, зазвичай призводить до точнішої усної артикуляції. Загалом, поза межами обмеженої аудиторії науковців, системи латинізації більше схиляються до транскрипції. Як приклад, розглянемо японське бойове мистецтво 柔術: латинізація Ніхон-сікі zyûzyutu може дозволити тому, хто знає японську мову, відтворити склади канаじゅうじゅつ, але для більшості носіїв англійської мови, а точніше читачів, буде легше зрозуміти вимову з версії Гепберна jūjutsu (тобто Джіу-джитсу).

## Латинізація за абеткою
Арабська
- Латинізація арабського письма
  - Передача арабського письма латинкою
  - Арабський інтернет-трансліт

Вірменська
- Латинізація вірменської абетки

Білоруська
- Система BGN/PCGN (американсько-британська система).
- «Інструкція з транслітерації географічних назв Республіки Білорусь літерами латинського алфавіту».
- Міжнародний стандарт ISO 9 та його національна версія.
- Система бібліотеки Конгресу США.
- Лацинка

Болгарська
- Спрощена система транслітерації болгарської мови
- Транслітерація болгарської абетки латинкою

Грецька
- Грекліш
- Латинізація грецької абетки[en]

Грузинська
- Латинізація грузинської мови

Деванагарі
- Транслітерація індійського письма латинкою

Іврит
- Латинізація івриту[en]

Китайська
- Системи транскрипції китайських ієрогліфів

Північнокитайська
- Ханью Піньїнь
- Тун'юн-піньїнь
- Система Вейда-Джайлза
- Єльська система латинізації[en]
- Гоюй ломацзі
- Китайська латинізована абетка

Кантонська
- Ютпхін
- Піньїнь для стандартної кантонської
- Гонконзька традиційна система латинізації

Південномінська
- Певедзі
- Тайло

Корейська
- Латинізація корейської мови
- Система Макк'юна — Райшауера
- Нова латинізація

Російська
- Транслітерація російського алфавіту латинкою
- ISO 9

Тайська
- Латинізація тайскої мови[en]

Тибетська
- Тибетський піньїнь

Лаоська
- Латинізація лаоської мови

Кхмерська
- Латинізація кхмерскої мови[en]

Бірманська
- Транскрипційна система MLC

Мальдівська
- Дівехі летін

Українська
- Латинізація української мови
- Українська латинка

Фарсі
- Латинізація Фарсі[en]

Японська
- Ромадзі